# Шеф кухні

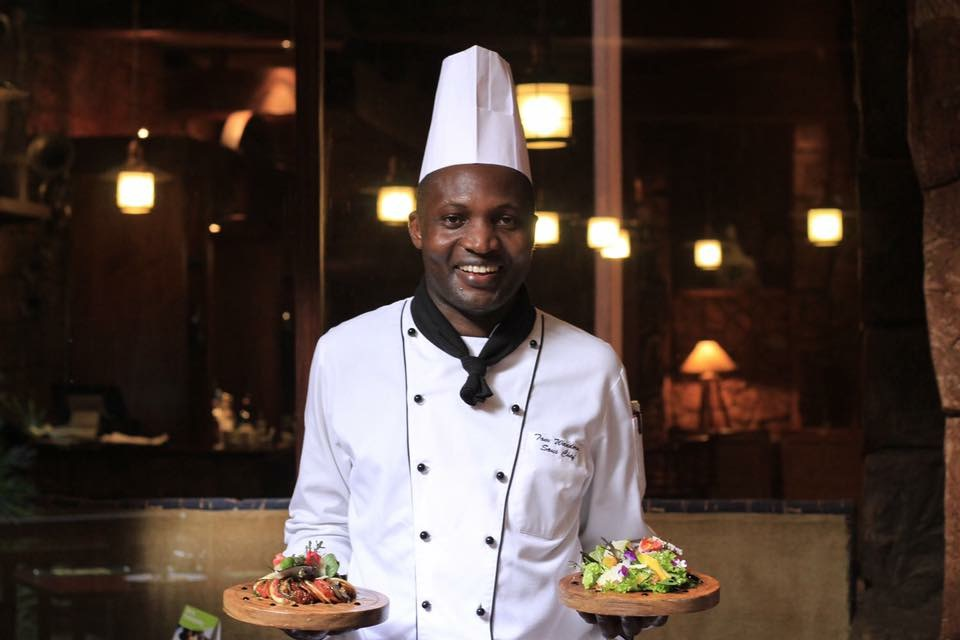
Шеф кухні на роботі

Шеф кухні (фр. chef de cuisine, англ. Executive chef) - управлінець, котрий керує групою працівників виробничої частини закладу громадського харчування, відповідає за функціонування кухні, за складання меню і приготування страв, займається розрахунком собівартості та постачання продукції.
З основних вимог цієї керівної посади - значний практичний досвід і висока професійна майстерність. Її не слід плутати з посадою шеф-кухаря (фр. chef de partie ), яка відрізняється від шеф-кухаря типом виконуваних завдань і підпорядкована йому, хоча обидві функції може виконувати одна особа. Терміни «„chef» [вимовляється ʃɛf] також не слід плутати з „chief”  [вимовляється ʧ̑ʲif], що означає поміж інших значень -  перший інженер на торговому судні. Шеф кухні може мати свого заступника (франц. sous-chef de cuisine ).

## Вимоги до посади шефа кухні
Крім кулінарної освіти, людина на цій посаді має відповідати певним вимогам: хороший загальний стан здоров'я і фізичну витривалість. Додаткові вимоги: висока чутливість почуттів смаку, нюху, розрізнення кольорів і спритність рук абсолютно необхідні.
Шеф кухні повинен мати досвід роботи, вміння керувати персоналом, складати графіки і  рецепти, вміти робити розрахунки, а також співпрацювати з відділом маркетингу та обслуговуванням номерів. Потрібна ефективність постачальника. Бажано продемонструвати пристрасть і відданість справі, ідентифікацію з робочим місцем і знання галузі. Ця посада доступна як жінкам, так і чоловікам.
Шеф-кухар повинен уміти вибудовувати роботу ресторану з «нуля» у співпраці з ресторатором і помічниками.
Шеф-кухар має найвищий 6-ий розряд кухаря, який присвоюється працівникам із середньою професійною освітою. Його заступник - су-шеф, котрий також може організувати роботу на кухні, а також допомагати шеф-кухареві опрацьовувати меню, готувати страви.

## Основні обов'язки шефа кухні

### Поточна організаційна діяльність[7]
- управління персоналом, планування та організація роботи;
- підбір працівників і виконання ними обов'язків;
- інструктажі з командою для обговорення поточних завдань;
- консультації з іншими підрозділами щодо проведення бенкетів;
- організація ресторанного забезпечення, підбір постачальників;
- розміщення замовлень та отримання всієї продукції;
- зберігання та сортування сировини, напівфабрикатів і готових страв;
- контроль якості, смаку та зовнішнього вигляду поданих страв клієнтам закладу харчування;
- особисте приготування деяких страв, допомога під час роботи на кухні;
- навчання кухарів методиці приготування[8]
- підготовка кухарів до кулінарних конкурсів.

### Контроль за дотриманням правил[9]
- GHP (належна гігієнічна практика);
- GMP (належна виробнича практика);
- HACCP ( аналіз небезпек і критичні контрольні точки).

### Створення меню[10]
- створення та оновлення картки пропозицій в постійному, сезонному та спеціальному меню[8] ;
- розрахунок рентабельності пропонованих страв;
- розробка та впровадження нових гастрономічних рецептів;
- вміння розвивати і застосовувати творчі здібності своїх кухарів.

### Комерційна діяльність[7]
- наради з відділами продажу та маркетингу для визначення меню для банкетів;
- розрахунок вартості страв на банкетах;
- організація урочистих подій та кейтерінг ;
- зустрічі з гостями та споживачами щодо святкового меню;
- зустрічі з управлінцями сервісу щодо облаштування зали;
- визначення змісту та форми карток-меню відповідно до потреб споживачів.

### Адміністративні завдання[7]
- перевірка списків явок;
- розробка графіків роботи;
- контроль та облік медичних книжок працівників;
- підготовка планів відпусток, тренінгів та курсів;
- визначення кола відповідальності за окремими посадами;
- ведення документації, необхідної для виробництва харчових продуктів;
- проведення інвентаризації продовольчих товарів;
- розрахунок собівартості продуктів харчування;
- проведення інвентаризації обладнання та інвентарю;
- аналіз потреб у придбанні та модернізації кухонного обладнання.

### Міжособистісні стосунки[7]
- створення в колективі атмосфери, що сприяє ефективній роботі;
- організація роботи з урахуванням потреб працівників відповідно до їх можливостей;
- контакти з власником (директором) з метою аналізу поточної роботи кухні та потреб споживачів;
- обговорення з власником (директором) умов праці та оплати праці працівників;
- контакти з працівниками інших відділів щодо діяльності кухні;
- презентація меню та нових страв у відділі маркетингу;
- отримання скарг і пропозицій споживачів.